# Relaciones Chile-Turquía
Las Repúblicas de Chile y Turquía han mantenido una relación diplomática de carácter pragmático y de no injerencia en los asuntos internos de cada país. Los vínculos se remontan a 1926 cuando Chile se convirtió en el primer país latinoamericano en reconocer oficialmente a la República de Turquía.

## Historia diplomática

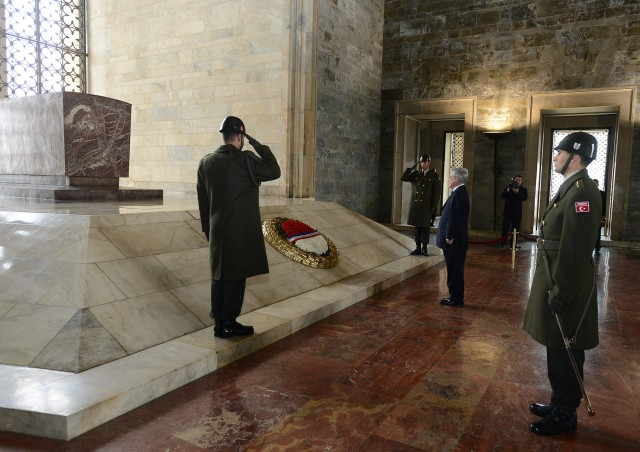
Presidente Sebastián Piñera deposita ofrenda floral en Monumento a Mustafa Kemal Ataturk

Con la firma del Tratado de Amistad y Cooperación entre la República de Chile y la emergente república de Turquía el 30 de enero de 1926, Chile se posicionó como la primera nación de América Latina en brindar reconocimiento oficial a esta nueva república, tras la disolución del Imperio otomano. Las autoridades turcas valoraron el gesto de Chile de temprano reconocimiento, por lo que abren su primera embajada de la región latinoamericana en Santiago de Chile en 1930, por su parte Chile instauró su embajada en Ankara en 1941. Los principios rectores de esta relación bilateral han sido los valores compartidos por ambas naciones como el respeto al Estado de Derecho, a la promoción de los Derechos Humanos, etc. El nivel pragmático al que se hace referencia, resulta en que las relaciones turco-chilenas son de carácter de entendimiento y de una potencial de profundización, sobre todo en el área comercial. 
El 18 de septiembre de 1970,[cita requerida] día de celebración de la Independencia de Chile, fue inaugurada en la capital turca, Ankara, la «Plaza de Chile», donde se erigió un busto de Bernardo O'Higgins, en memoria del prócer de la patria chileno, del mismo modo y con el fin de estrechar los lazos con el país del Cono Sur, se nombró como "Pablo Neruda" a una escuela primaria. En Santiago de Chile también existe un colegio dedicado a Atatürk, el fundador y primer Presidente de la República turca, cuya efigie en bronce adorna el Parque de Vitacura en Santiago.
Desde el año 2000 Ankara y Santiago son ciudades hermanadas.
En abril de 1995, Süleyman Demirel, el entonces presidente de Turquía realizó a Chile la primera visita oficial de nivel de jefe de Estado y visitó Santiago y Valparaíso. En su reunión bilateral, invitó al presidente Eduardo Frei Ruiz-Tagle a visitar Turquía, cómo es práctica habitual en Protocolo. La visita no se concretó hasta el gobierno de Ricardo Lagos, quién visitó Ankara y Estambul en 2004. Por su parte el primer ministro de Turquía, Recep Tayyip Erdoğan, visitó Chile en 2010, visita que fue abruptamente terminano debido al ataque israelí a la flotilla de la libertad en aguas internacionales. El presidente de Chile, Sebastián Piñera también realizó una visita oficial a Turquía en 2012 y durante su paso por Estambul, fue declarado doctor honoris causa por la Universidad de Estambul.
Hasta abril de 2022, Turquía había realizado cinco expediciones científicas a la Antártida, de las cuales las últimas tres misiones utilizaron Punta Arenas como puerta de entrada y el Refugio Luis Risopatrón del Instituto Antártico Chileno, en la Isla Robert, como punto de operaciones. Ambos países están en fase de negociación de un Memorándum de Entendimiento sobre colaboración en la materia.

## Relaciones económicas
En materia económica, el intercambio comercial entre ambos países ascendió a los 507 millones de dólares estadounidenses en 2023, lo que supuso un crecimiento promedio anual del -6,5 durante los últimos cinco años. Los principales productos exportados por Chile a Turquía fueron nueces, aceites de pescado y ciruelas secas, mientras que Turquía mayoritariamente exporta al país sudamericano monofilamentos y furgones.

### Tratado de Libre Comercio
Las negociaciones para un Tratado de Libre Comercio entre Chile y Turquía comenzaron en los primeros años de la década del 2000.  Luego de realizarse varias rondas de conversaciones sobre el texto del proyecto de acuerdo en Ankara, Santiago y Estambul, el Tratado fue firmado el 14 de julio de 2009, entrando en vigencia a partir del 1 de marzo de 2011. Esto permitió una significativa eliminación del arancel en el comercio bilateral.

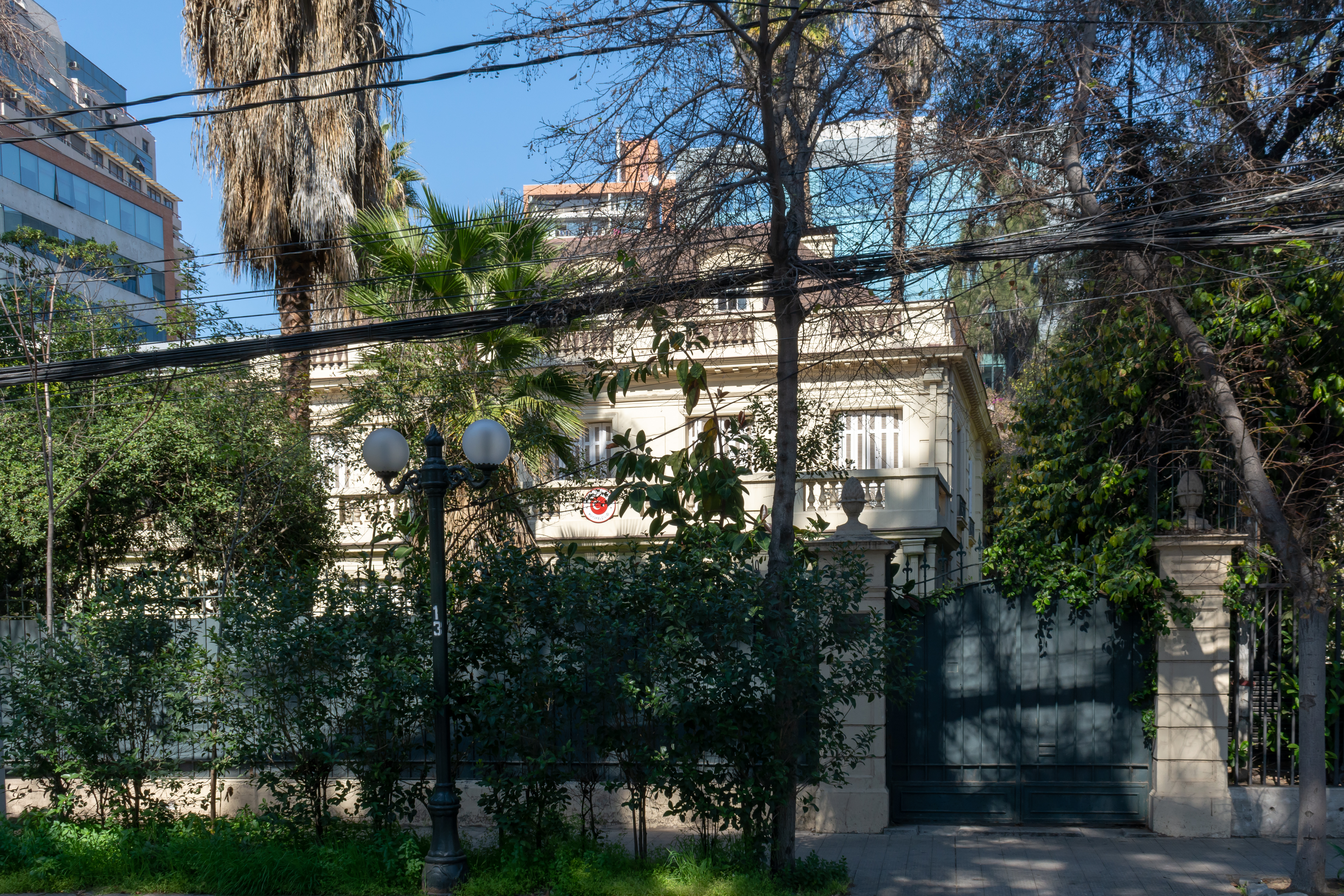
Embajada de Turquía en Santiago de Chile

## Misiones diplomáticas residentes
- Chile tiene una embajada en Ankara.[6]
- Turquía tiene una embajada en Santiago de Chile.[7]